# Southwest Research Institute
Das Southwest Research Institute (kurz: SwRI) ist eine der ältesten und größten unabhängigen Organisationen für Forschung und Entwicklung in den Vereinigten Staaten.
Seit ihrer Gründung 1947 durch den Unternehmer Thomas Baker Slick Jr. führt sie auf non-profit-Basis F&E-Aufträge für öffentliche und private Kunden aus. Für die Organisation arbeiten rund 2700 Menschen, von denen ca. 280 promoviert haben. Darüber hinaus hält dieses Forschungsinstitut rund 1200 US-Patente. Der Hauptsitz des SwRI befindet sich in San Antonio, Texas und verfügt über 185.000 m2 Labor- und Bürofläche. Für das Geschäftsjahr 2015 betrug der Gesamtumsatz 592 Mio. US-Dollar, bei einem Reingewinn von rund 24 Mio. US-Dollar.